# 虹桥公墓
虹桥公墓，1926年由上海公共租界工部局兴建的公墓，大致位置在今上海市徐汇区番禺绿地及周边。

## 历史

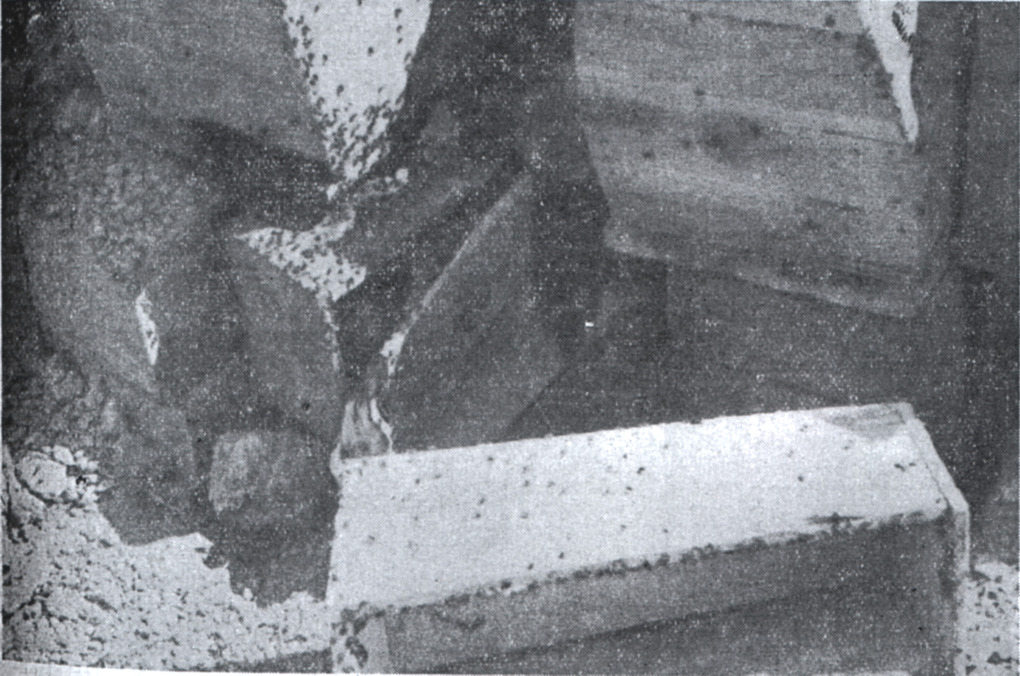
虹桥公墓内残破的棺材

1926年，上海公共租界工部局在虹桥路和哥伦比亚路（今番禺路）交叉处兴建公墓。公墓分东西两区，西区称“虹桥公墓”（Hung Jao Cemetery），在虹桥路北、哥伦比亚路西，占地8公顷余，为上海的外国人坟地，对于入葬对象并无过多限制，中外人士均可安葬；东区称“哥伦比亚路公墓”（Columbia Road Cemetery），位于虹桥路北、哥伦比亚路东，面积较小，主要针对犹太社群。1945年后，两处公墓合并，沿称虹桥公墓。
虹桥公墓中安葬的名人有沪江大学校长刘湛恩、著名报人邹韬奋、革命烈士茅丽瑛、犹太商人艾利·嘉道理等。1949年后，上海市人民政府将红色作家蒋光慈、李白及一同殉难的十二位烈士、法电六烈士、王孝和等多为先烈的遗骨迁葬到虹桥公墓，辟出专门的虹桥公墓烈士区。
1967年，上海市烈士陵园筹建，原安葬在虹桥、江湾、大场等公墓的烈士遗骸迁葬至上海市烈士陵园。虹桥公墓改做他用，原址部分区域为如今的番禺绿地。